# Carlos Quijano
Carlos Quijano (Montevidéu, 21 de março de 1900 – México, 10 de junho de 1984) foi um advogado, político, ensaísta e jornalista uruguaio de esquerda, fundador e diretor do semanário Marcha. Sua ideologia política incluía uma visão anti-imperialista, socialista, liberal e latino-americana.

## Biografia
Em 1917, foi fundador, junto com outros jovens reformadores de sua geração, do Centro de Estudos Ariel, militante nas lutas universitárias iniciadas na Universidade Nacional de Córdoba e que também abalavam o Uruguai. Professor de Literatura no Ensino Secundário entre 1918 e 1923. Aos 23 anos, formou-se em Direito com medalha de ouro pela Faculdade de Direito da Universidade da República e depois foi para a França estudar Economia e Ciências Políticas na Sorbonne.
Durante os quatro anos que permaneceu em Paris, ao mesmo tempo em que enviava notas ao jornal El País, participou com entusiasmo da AGELA (Associação Geral de Estudantes Latino-Americanos) e publicou o livro Nicarágua, um ensaio sobre o imperialismo da Estados Unidos. Foram tempos de atividade febril (política, estudantil, jornalística), de reafirmação de convicções em muitos aspectos, de revisão e abertura em outros. Na AGELA conheceu seus companheiros de geração de toda a América Latina: o peruano Víctor Raúl Haya de la Torre, o cubano Julio Antonio Mella, o mexicano Carlos Pellicer, o guatemalteco Miguel Ángel Asturias, o salvadorenho Toño Salazar e o nicaraguense León de Bayle.
Ao retornar ao Uruguai, fundou a Agrupación Nacionalista Democrata Nacional, ocupou a cadeira de deputado em 1929-1932. Ele foi uma das figuras do Nacionalismo Independente mais relutante em se reunir com o velho baú branco; Entre os integrantes de seu grupo estava o jovem Wilson Ferreira Aldunate. Mais tarde, suas opiniões políticas o separariam do Partido Nacional, tornando-se um precursor e impulsionador da Frente Ampla.
Em agosto de 1930, fundou o jornal Nacional, que foi publicado até novembro de 1931. A partir das páginas editoriais, Carlos Quijano passou a analisar sistematicamente o fenômeno do imperialismo do ponto de vista econômico. Suas páginas contaram com a colaboração de importantes profissionais: Eugenio Petit Muñoz, Francisco Espínola, Josefina Lerena Acevedo de Blixen, Juan José Morosoli, o cartunista Julio Suárez, o poeta Roberto Ibáñez, Elizabeth Durand, entre outros.
Em 23 de junho de 1939, fundou o semanário Marcha, que dirigiu até ser fechado em 22 de novembro de 1974 pela ditadura cívico-militar que governava o país.
Forçado ao exílio em novembro de 1975, Quijano realizou importante trabalho acadêmico e jornalístico no México, criando, em 1979, os Cuadernos de Marcha.

## Homenagens
Em 2006, o governo do Uruguai criou as "bolsas Carlos Quijano", uma forma de estimular os estudos de uruguaios em cursos de pós-graduação fora do país. A iniciativa foi criada pela Lei 18 046, e inicialmente foi voltada para afrodescendentes.